# Thomas Hampson (atleta)
Tommy Hampson (Reino Unido, 28 de octubre de 1907-4 de septiembre de 1965) fue un atleta británico, especialista en las pruebas de 800 m en la que llegó a ser medallista de oro olímpico en 1932 y en la prueba de 4x400 m en la que llegó a ser subcampeón olímpico en 1932.

## Carrera deportiva
En los JJ. OO. de Los Ángeles 1932 ganó la medalla de plata en los relevos de 4x400 metros, con un tiempo de 3:11.2 segundos, llegando a meta tras Estados Unidos (oro) y por delante de Canadá (bronce), siendo sus compañeros de equipo: Crew Stoneley, David Burghley y Godfrey Rampling.